# Rock um Knuedler
Rock um Knuedler est un ancien festival de musique en plein air, organisé chaque année début juillet entre 1991 et 2019, sur la place Guillaume II (Knuedler) de la ville de Luxembourg.

## Histoire

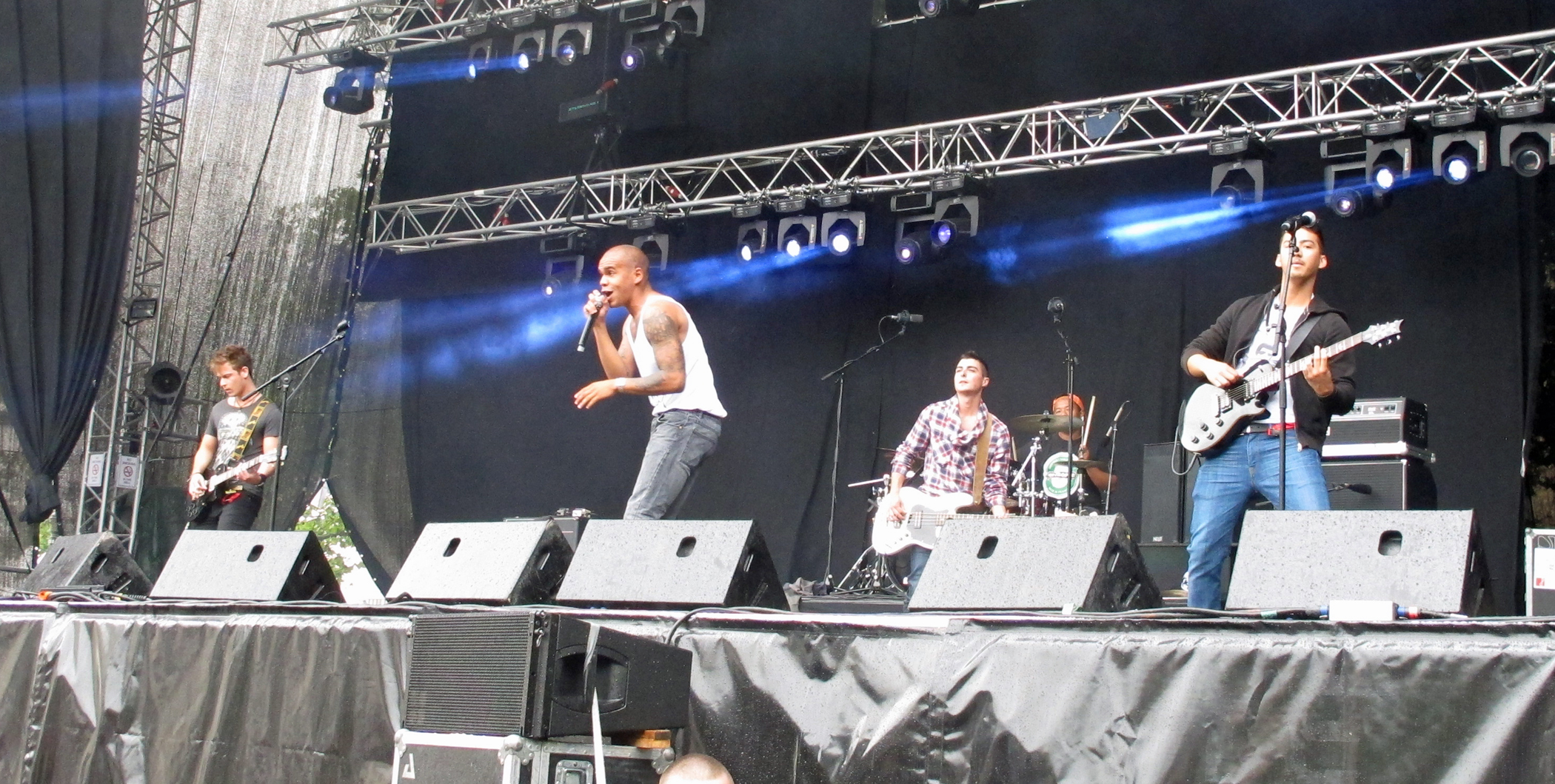
The Gambling Badgers au Rock um Knuedler 2012.

Les débuts du festival remontent à 1991, lorsque le Luxembourg prend la présidence de la Communauté européenne. Au cours de la présidence de six mois, de janvier à juin 1991, un groupe dirigé par le ministère de la Culture élabore un programme culturel. Roby Schuler du Stater Syndicat d'Initiative, qui était membre de ce groupe, propose d'organiser un concert en plein air avec de la musique rock. Son idée était de permettre à certains groupes luxembourgeois de se produire dans de bonnes conditions techniques devant un public plus large. Le concert est ensuite ajouté à la liste des organismes officiels faisant partie du siège européen luxembourgeois, aux côtés de divers concerts classiques et de plusieurs expositions.
Le 22 juin 1991, la première édition du Rock um Knuedler se fait devant 3 000 personnes. En raison de son grand succès, le festival devient au fil du temps une date fixe dans le calendrier organisationnel du Syndicat d'Initiative. Afin d'augmenter le nombre de groupes, une deuxième édition est programmée. En outre, l'attractivité pourrait être encore accrue par des groupes musicaux étrangers plus connus, qui figuraient pour la plupart en tête d'affiche.
En 2000, le festival s'étale sur 2 jours. De Rock um Knuedler est une organisation de la ville de Luxembourg auprès du Ministère de la Culture. L'organisateur est le Syndicat d'Initiative de la ville. Au cours des premières années, des CD samplers des concerts étaient également enregistrés. Le nombre de visiteurs passe de 3 000 la première année, à environ 15 000 ces dernières années. L'édition de 2011 présente le groupe Texas en tête d'affiche. Pour l'édition du 6 juillet 2014, c'est Mike and the Mechanics qui est la tête d'affiche.
La 25e édition est organisée le 13 juillet 2015. L'édition 2017 du festival programme des groupes uniquement luxembourgeois comme Dead Sinners, District 7 et Trappers. En 2018, ils programment des groupes comme Versus You, Dream Catcher, Lost in Pain, ou encore The Grund Club All Stars pour cette 28e édition. La 29e édition organisée en 2019 installe une nouvelle scène baptisée Acoustic Sessions,.
Pour l'année 2020, le Rock um Knuedler est annulé en raison de la pandémie de Covid-19. Il ne sera plus organisé depuis.

## Discographie
- 1991 : Rock um Knuedler Vol. 1
- 1992 : Rock um Knuedler vol. 2
- 1993 : Rock um Knuedler vol. 3
- 1994 : Rock um Knuedler vol. 4
- 1995 : Rock um Knuedler vol. 5
- 1996 : Rock um Knuedler vol. 6
- 1997 : Rock um Knuedler vol. 7